# Европско првенство у атлетици на отвореном 1946 — 100 метара за мушкарце
Трка на 100 метара у мушкој конкуренцији на 3. Европском првенству у атлетици 1946. одржана је 23. августа на стадиону Бислет у Ослу.

## Земље учеснице
Учествовало је 24 такмичара из 14 земаља.
1. Белгија (2)
2. Данска (2)
3. Исланд (1)
4. Италија (2)
5. Југославија (2)
6. Норвешка (2)
7. Пољска (1)
8. Совјетски Савез (1)
9. Уједињено Краљевство (2)
10. Финска (1)
11. Француска (2)
12. Холандија (2)
13. Чехословачка (2)
14. Шведска (2)

## Рекорди
| Рекорди пре почетка Европског првенства 1946. | Рекорди пре почетка Европског првенства 1946. | Рекорди пре почетка Европског првенства 1946. | Рекорди пре почетка Европског првенства 1946. | Рекорди пре почетка Европског првенства 1946. |
| --------------------------------------------- | --------------------------------------------- | --------------------------------------------- | --------------------------------------------- | --------------------------------------------- |
| Светски рекорд                                | Џеси Овенс Сједињене Државе                   | 10,02                                         | Чикаго, Сједињене Америчке Државе             | 20. јун 1936.                                 |
| Европски рекорд                               | Артур Јонат Немачка                           | 10,03                                         | Бохум, Немачка                                | 5. јун 1932.                                  |
| Европски рекорд                               | Крис Бергер Холандија                         | 10,03                                         | Амстердам, Холандија                          | 26. август 1934.                              |
| Европски рекорд                               | Ленарт Страндберг Шведска                     | 10,03                                         | Малме, Шведска                                | 26. септембар 1936.                           |
| Европски рекорд                               | Карл Некерман Немачка                         | 10,03                                         | Берлин, Немачка                               | 8. јул 1939.                                  |
| Рекорди Европских првенстава                  | Орацио Маријани, Италија                      | 10,04                                         | Париз Француска                               | 3. септембар 1938.                            |
| Рекорди Европских првенстава                  | Вејнард ван Беверен, Холандија                | 10,04                                         | Париз Француска                               | 3. септембар 1938.                            |

## Освајачи медаља
|                                |                         |                     |
| Џек Арчер Уједињено Краљевство | Хакон Транберг Норвешка | Карло Монти Италија |

## Резултати

### Квалификације
Квалификације су одржане у суботу 3. септембра у 15.30. За полуфинале су се пласирала по тројица првопласираних из свих пет квалификационе групе. (КВ)
| Место | Група | Атлетичар           | Земља                | Резултат | Бел.   |
| ----- | ----- | ------------------- | -------------------- | -------- | ------ |
| 1.    | 4     | Џек Арчер           | Уједињено Краљевство | 10,6     | КВ     |
| 2.    | 3     | Пол Брекман         | Белгија              | 10,7     | КВ     |
| 3.    | 1.    | Финбјерн Торвалдсон | Исланд               | 10,8     | КВ, НР |
| 4.    | 2     | Стиг Хокансон       | Шведска              | 10,8     | КВ     |
| 5.    | 3     | Стиг Данијелсон     | Шведска              | 10,8     | КВ     |
| 6.    | 4.    | Етјен Бали          | Француска            | 10,8     | КВ     |
| 7.    | 5.    | Хакон Транберг      | Норвешка             | 10,8     | КВ     |
| 8.    | 5.    | Николај Каракулов   | Совјетски Савез      | 10,8     | КВ     |
| 9.    | 1.    | Карло Монти         | Италија              | 10,9     | КВ     |
| 10.   | 1     | Јан Ламерс          | Холандија            | 10,0     | КВ     |
| 11.   | 3.    | Јо Зван             | Холандија            | 10,9     | КВ     |
| 12.   | 3.    | Берт Лифен          | Уједињено Краљевство | 10,9     |        |
| 13.   | 4.    | Мирко Парачек       | Чехословачка         | 10,9     | КВ     |
| 14.   | 5.    | Рене Валми          | Француска            | 10,9     | КВ     |
| 15.   | 4.    | Јозеф Рутковски     | Пољска               | 11,0     |        |
| 16.   | 2.    | Ђусто Катони        | Италија              | 11,0     | КВ     |
| 17.   | 3.    | Маријан Сланац      | Југославија          | 11,0     |        |
| 18.   | 4.    | Арне Тистед         | Данска               | 11,0     |        |
| 19.   | 4.    | Таје Ејемосе        | Данска               | 11,0     |        |
| 20.   | 2.    | Јиржи Давид         | Чехословачка         | 11,1     | КВ     |
| 21.   | 1.    | Фернан Бурго        | Белгија              | 11,2     |        |
| 22.   | 2.    | Калеви Хутунен      | Финска               | 11,2     |        |
| 23.   | 4.    | Ћел Мангсет         | Норвешка             | 11,2     |        |
| 24.   | 2.    | Марко Рачић         | Југославија          | ДИСК     |        |

### Полуфинале
Полуфинала такмичења одржана су у 23. августа у 16.35. За финале су се пласирала по двојица првопласираних из све три полуфиналне групе. (КВ)
| Место | Група | Атлетичар           | Земља                | Резултат | Бел.    |
| ----- | ----- | ------------------- | -------------------- | -------- | ------- |
| 1.    | 1     | Џек Арчер           | Уједињено Краљевство | 10,6     | КВ      |
| 2.    | 2     | Етјен Бали          | Француска            | 10,6     | КВ      |
| 3.    | 1     | Стиг Хокансон       | Шведска              | 10,7     | КВ      |
| 4.    | 1     | Николај Каракулов   | Совјетски Савез      | 10,7     | КВ      |
| 5.    | 2.    | Карло Монти         | Италија              | 10,7     | КВ      |
| 6.    | 3     | Хакон Транберг      | Норвешка             | 10,7     | КВ      |
| 7.    | 1.    | Јан Ламерс          | Холандија            | 10,8     | КВ      |
| 8.    | 2.    | Пол Брекман         | Белгија              | 10,8     |         |
| 9.    | 3.    | Финбјерн Торвалдсон | Исланд               | 10,8     | КВ, =НР |
| 10.   | 3.    | Рене Валми          | Француска            | 10,8     |         |
| 11.   | 2.    | Јиржи Давид         | Чехословачка         | 10,9     |         |
| 12.   | 2.    | Јо Зван             | Холандија            | 10,9     |         |
| 13.   | 2.    | Стиг Данијелсен     | Шведска              | 10,9     |         |
| 14.   | 1.    | Ђусто Катони        | Италија              | 11,0     |         |
| 15.   | 3.    | Мирко Парачек       | Чехословачка         | 11,0     |         |

### Финале
И финале је одржано истог дана 23. августа са почетком у 18.05.
| Место | Атлетичар           | Земља                | Резултат | Бел. |
| ----- | ------------------- | -------------------- | -------- | ---- |
|       | Џек Арчер           | Уједињено Краљевство | 10,6     |      |
|       | Хакон Транберг      | Норвешка             | 10,7     |      |
|       | Карло Монти         | Италија              | 10,8     |      |
| 4.    | Етјен Бали          | Француска            | 10,8     |      |
| 5.    | Стиг Хокансон       | Шведска              | 10,8     |      |
| 6.    | Финбјерн Торвалдсон | Исланд               | 10,9     |      |

## Укупни биланс медаља у трци на 100 метара за мушкарце после 3. Европског првенства 1934—1946.
|    | Земља                |   |   |   |   |
| -- | -------------------- | - | - | - | - |
| 1. | Холандија            | 2 | 0 | 0 | 2 |
| 2. | Уједињено Краљевство | 1 | 0 | 0 | 1 |
| 3. | Италија              | 0 | 1 | 1 | 2 |
| 4. | Немачка              | 0 | 1 | 0 | 1 |
| 4. | Норвешка             | 0 | 1 | 0 | 1 |
| 6  | Мађарска             | 0 | 0 | 1 | 1 |
| 6  | Шведска              | 0 | 0 | 1 | 1 |
|    | Укупно {7}           | 3 | 3 | 3 | 9 |

|                                       | Атлетичар                             | Земља                                 |                                       |                                       |                                       |                                       |
| Није био вишеструких освајача медаља. | Није био вишеструких освајача медаља. | Није био вишеструких освајача медаља. | Није био вишеструких освајача медаља. | Није био вишеструких освајача медаља. | Није био вишеструких освајача медаља. | Није био вишеструких освајача медаља. |
| ------------------------------------- | ------------------------------------- | ------------------------------------- | ------------------------------------- | ------------------------------------- | ------------------------------------- | ------------------------------------- |